# DK (cantante)
Lee Seok-Min (en hangul: 이석민; Mapo-gu, 18 de febrero de 1997), más conocido por su nombre artístico DK, es un cantante surcoreano. Debutó en el grupo masculino surcoreano Seventeen, y es parte de la unidad vocal del grupo junto a Seungkwan, Jeonghan, Woozi y Joshua. Es el vocalista principal del grupo y bailarín.

## Biografía
Lee Seok-Min, más conocido como DK nació el 18 de febrero de 1997, forma parte de seventeen y también de BSS una subunidad de Seventeen en el cual donde el es líder, vocalista y bailarín, cuenta con una hermana mayor y actualmente tiene 28 años.